# Киріак I (візантійський єпископ)
Киріак I (грец. Κυριακός Α΄, у деяких джерелах називається Кирилліан  (грец. Κυριλλιανός)) — Візантійський єпископ у 217–230 роках.
Обійняв посаду після єпископа Філадельфа .
Помер у 230 році. Його наступником став Кастін.